# Jakutský kůň

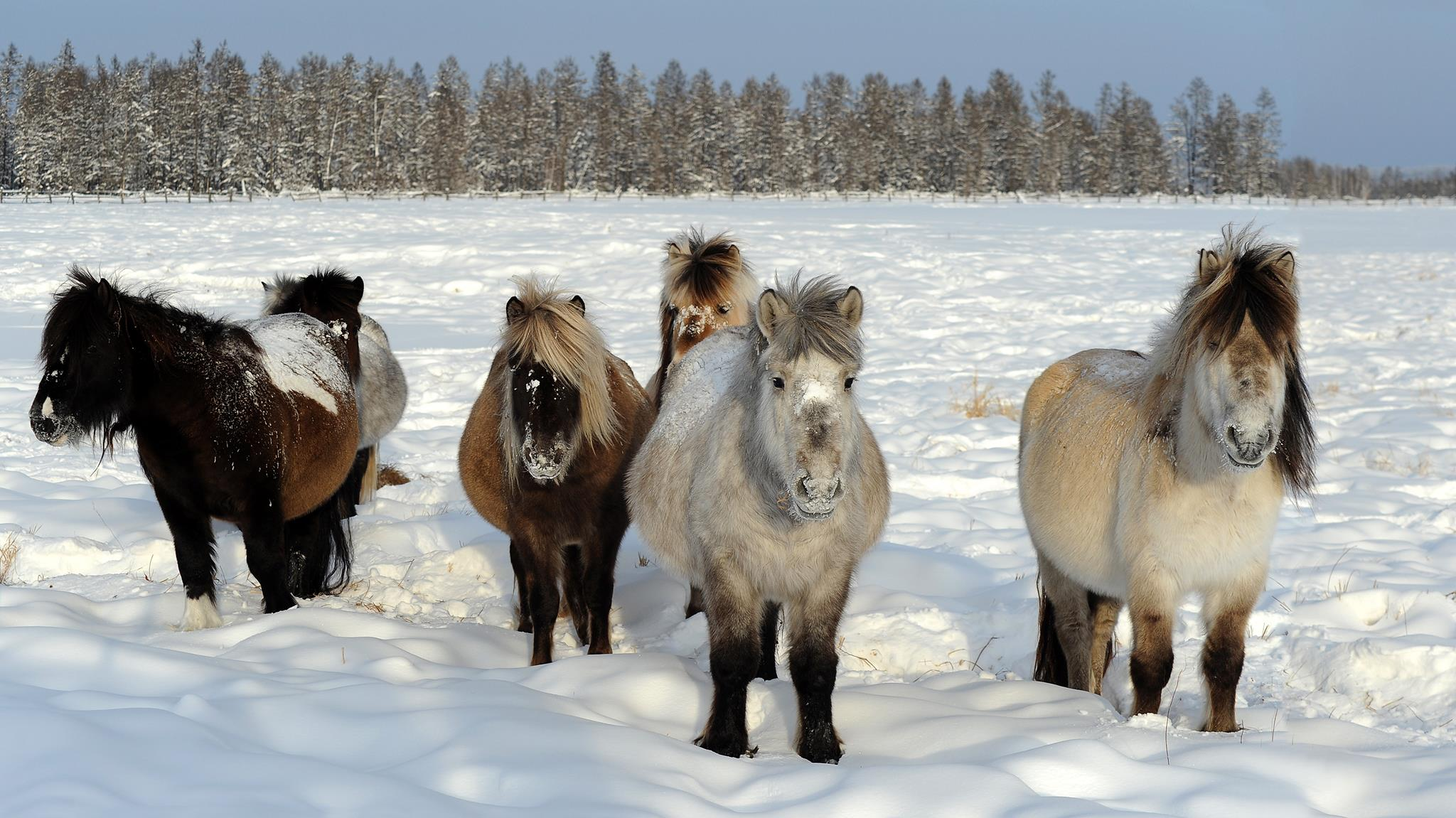
stádo jakutských koní v zimě

Jakutský kůň je plemeno nevysokých, otužilých koní původem z Jakutska, tedy severovýchodní Sibiře v povodí řeky Leny.

## Vzhled
Jakutský kůň není příliš vysoký, ale má velmi robustní stavbu těla. Někdy bývá řazen mezi poníky, protože v kohoutku měří pouze 134 cm, obvod hrudi však činí až 166 cm, hmotnost má 220–230 kg. Zimní srst může dosáhnout délky až 10 cm, proto mu zima vůbec nevadí. Vytvořily se dva typy, menší verchojanský a trochu větší jihojakutský se souměrnější stavbou těla. Klisny jsou menší a slabší než hřebci. Nohy má krátké a zadní končetiny mívají tzv. kravský postoj. Ve zbarvení převažují hnědáci, plaváci, bělouši a ryzáci, časté je i strakaté zbarvení.

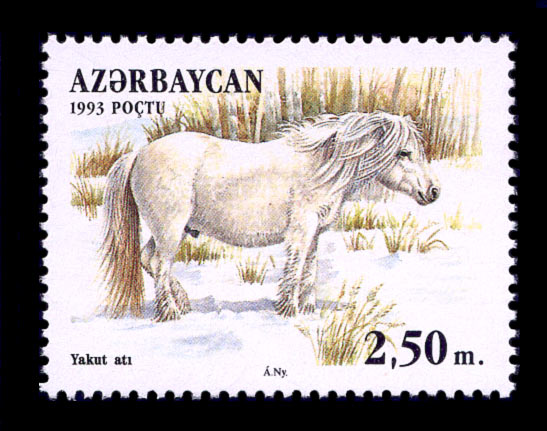

## Využití
Pro svou odolnost vůči mrazu, vytrvalost a sílu byl vždycky využíván jako soumar, ale také k jízdě pod sedlo a v zimním období hlavně k zápřahu do saní, podobně jako sob. Klisny se dojí a z jejich mléka se připravuje nápoj kumys, který má i rituální využití při šamanských obřadech. V omezené míře poskytuje i maso a kůži. V minulosti jedli Jakuti hlavně maso z uhynulých nebo nemocných koní, využívali jejich kůži (na šamanské bubny), žíně a srst.

## Další údaje
Dožívá se až 30 let. Povahou je energický, odvážný, živý a značně nezávislý, s krátkými a rychlými chody. Pro Jakuty byl vedle soba nejdůležitějším chovaným zvířetem a hraje roli i v jejich mytologii. Jakutští šamani uctívali dokonce i ducha koní Džesegeje, který povolal koně z nebe na zem, aby pomáhal člověku. Jakutský epos oloncho opěvuje nejen hrdiny, ale také jejich koně, kteří zde vystupují jako jednající postavy a jejich monology bývají uvozeny citoslovcem Anňaha, který symbolizuje ržání.